# 六甲アイランドカースクール
六甲アイランドカースクール（ろっこうアイランドカースクール、通称RICS（リックス））は兵庫県神戸市東灘区にある兵庫県公安委員会指定の平和グループの教習所。
グループ校には平和台自動車学院、伊川谷自動車学院（旧、東洋自動車学校）、リックスプロカースクールがある。

## 所在地
〒653-0856 兵庫県神戸市東灘区向洋町西6-8

## 取扱可能免許

### 普通免許
- 普通車MT
- 普通車AT

### 二輪免許

#### 普通二輪免許
- 普通二輪車MT
- 普通二輪車AT

#### 大型二輪免許
- 大型二輪車MT
- 大型二輪車AT

#### 小型二輪車
- 小型二輪車MT
- 小型二輪車AT

## その他教習
- ペーパードライバー教習
- 普通車自動車AT限定解除
- 大型二輪AT限定解除
- 普通二輪限定解除
- 小型二輪車限定解除

## 車両
- 四輪

開校時は6代目X80型トヨタ・マークIIのセダンであった。その後、1990年代末に三菱・教習車（5代目後期型ランサー、ただし、高速教習用は、6代目中期型ランサー）となった。しかしこれも置き換えられ、現在は、トヨタ・コンフォートとなっている。